# Réville
Réville település Franciaországban, Manche megyében. Lakosainak száma 1038 fő (2022. január 1.). Réville Montfarville, Anneville-en-Saire, La Pernelle és Saint-Vaast-la-Hougue községekkel határos.

## Népesség
A település népessége az elmúlt években az alábbi módon változott:
| Lakosok száma | 1308 | 1246 | 1205 | 1198 | 1173 | 1092 | 1038 | 1002 | 1014 | 1038 |
|               | 1968 | 1982 | 1990 | 2006 | 2013 | 2015 | 2017 | 2019 | 2020 | 2022 |